# Mirta Marina
Mirta Marina (1 de julio de 1955) es conocida por ser la primera coordinadora del Programa Nacional de Educación Sexual Integral de Argentina.

## Actividad profesional
Es profesora para enseñanza primaria, psicopedagoga, y psicóloga social con una diplomatura en Promoción de la Salud. Coordinó el Programa Nacional de Educación Sexual (PNESI), dependiente del Ministerio de Educación Nacional, desde su creación en 2006 hasta el año 2021. Luego de dejar su cargo, fue responsable del Observatorio Federal de la Educación Sexual Integral (OFESI). En 2022 inició sus tareas como Directora de Educación Sexual Integral (ESI) en la Dirección General de Cultura y Educación de la Provincia de Buenos Aires.

## Publicaciones
Bajo su gestión en el PNESI se publicaron numerosos materiales educativos, folletos y láminas que permiten un abordaje pedagógico de la sexualidad desde la integralidad.
Además, escribió "La Educación Sexual Integral después del debate", "De protecciones y de riesgos" y el artículo "La ESI como política pública" del libro “ESI: pensares, recorridos y desafío”, entre otros.